# Полены
Полены — деревня в Палкинском районе Псковской области России.
Входит в состав Палкинской волости. На юго-западе примыкает к деревне Слопыгино.
Расположена в 8 км к северо-востоку от посёлка Палкино.
Население — 46 человек (2000 год).